# Молли, Вильгельм
Вильгельм Молли (нем. Wilhelm Molly; 1838, Вецлар, Германия — 1919) — врач и общественный деятель Нейтрального Мореснета, куда он переехал в 1863 г.
Являлся главным врачом горнодобывающей компании «Вьей Монтань».
Будучи заядлым филателистом, он попытался организовать местную почтовую службу с собственными марками.Затея быстро развалилась бельгийской интервенцией.
Совместно с французским профессором Гюставом Руа попытался в 1906—1908 превратить Мореснет в эсперантистское государство Амикейо (Страна друзей, эсп. Amikejo). В качестве национального гимна был предложен «Amikejo-марш», написанный Вилли Хоппермансом. О создании первого эсперантистского государства писали многие международные газеты. Во время Четвёртого конгресса эсперантистов было решено перенести штаб-квартиру эсперантистской организации в Нейтральный Мореснет, вместо Гааги.